# Maigret (Fernsehserie, 1991)
Maigret ist eine französische Krimiserie nach den gleichnamigen Romanen von Georges Simenon. Zwischen 1991 und 2005 entstanden 54 Folgen in 14 Staffeln mit einer Länge von je 90 Minuten. Die Serie entstand in Koproduktion mit der RTBF, Česká televize und der Télévision Suisse Romande.

## Handlung
Jules Maigret ist Kommissar bei der Pariser Kriminalpolizei. Seine Markenzeichen sind sein Fedora sowie seine Pfeife. Unterstützung bei seinen Fällen erhält er von seinen Assistenten, den Inspektoren Lachenal, Janvier und Christiani.

## Ausstrahlung
Die Erstausstrahlung erfolgte am 1. Dezember 1991 auf dem französischen Sender Antenne 2. In Deutschland war Maigret erstmals 1992 auf dem Pay-TV-Sender Premiere zu sehen.